# Criza ostaticilor din Bamako (2015)
Criza ostaticilor din Bamako a avut loc pe 20 noiembrie 2015, când 170 de oameni au fost luați ostatici în hotelul Radisson Blu din Bamako, capitala statului Mali. Atacul a avut loc în timpul unor negocieri de pace între delegați MINUSMA în vederea aplanării conflictului din nordul țării.
Al-Mourabitoun, o grupare jihadistă campată în nordul țării, alcătuită în mare parte din tuaregi și arabi, a revendicat atacul. Gruparea s-a format în 2013 în deșertul Sahara și este condusă de fostul militant al-Qaida Mokhtar Belmokhtar.
Asediul este ultimul dintr-o serie de atacuri teroriste, de la atentatele din Beirut soldate cu 43 de morți și doborârea aeronavei ruse în Peninsula Sinai, la evenimentele din Paris din noaptea de 13 spre 14 noiembrie.

## Atacul

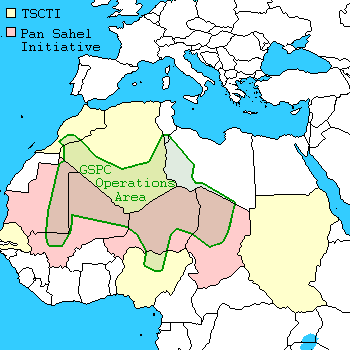
Aria de operare a al-Qaida în Maghreb

Pe 20 noiembrie 2015, un grup de atacatori înarmați cu grenade și arme automate au luat cu asalt hotelul Radisson Blu din Bamako. În hotelul atacat erau cazați în principal angajați străini din Mali. Potrivit martorilor, cel puțin 10 bărbați ar fi folosit un vehicul cu inscripții diplomatice pentru a dărâma porțile hotelului în jurul orei 7 dimineața. Aceștia au strigat Allahu Akbar ("Allah e mare") înainte de a trage în gardieni și a arunca grenade în interiorul clădirii. Atacatorii au luat ostatici 170 de oameni, 140 dintre ei fiind clienți, iar 30 angajați, potrivit grupului hotelier Rezidor.
O delegație a Organizației Internaționale a Francofoniei se afla în hotel la momentul atacului. 10 cetățeni chinezi, 20 de naționali indieni, personal din ambasada Statelor Unite, șase diplomați algerieni, doi cetățeni ruși, doi marocani, șapte angajați ai Turkish Airlines, dar și numeroși francezi se numărau printre cei luați ostatici. 12 membri de echipaj ai Air France erau de asemenea în hotel, însă au fost eliberați în siguranță. La fel și trei angajați ai ONU. Air France și-a anulat zborurile programate înspre și dinspre Bamako.
După intervenția forțelor speciale, 80 din cei 170 de ostatici au fost eliberați. Trupele din Mali au fost ajutate de forțe speciale din Statele Unite și Franța. Câțiva dintre ostatici au fost eliberați după ce au recitat versete din Coran. Printre ostaticii eliberați a fost și Sekouba "Bambino" Diabaté, un cântăreț celebru din Guineea.

## Victime
Potrivit stației locale de radio Mikado FM, 15 oameni au fost uciși în atac. Surse militare au menționat uciderea a trei atacatori, însă informația nu a fost confirmată. Câteva ore mai târziu, un oficial din cadrul misiunii ONU de menținere a păcii a declarat că 27 de cadavre au fost găsite în hotel, 12 în recepție și 15 la etajul al doilea. Printre persoanele ucise se numără diplomatul belgian Geoffrey Dieudonné și un național francez.

## Reacții
Președintele statului Mali, Ibrahim Boubacar Keïta, se afla în Ciad la momentul producerii atacului, dar s-a întors în țară pentru a gestiona situația. Președinția a salutat asistența oferită forțelor locale de militari francezi, americani și din cadrul Uniunii Africane.

### Internaționale
- Franța: Președintele francez François Hollande a promis să ofere "sprijinul necesar" pentru Mali în soluționarea crizei. Astfel, Franța a trimis în Bamako un grup paramilitar de 40 de oameni antrenați în salvarea ostaticilor și operațiuni antiteroriste.[17]
- Statele Unite: Forțe americane staționate în Mali au ajutat la securizarea scenei atacului.[18]